# Çeyhun Sultanov
Çeyhun Sultanov (Baku, 12 giugno 1979) è un ex calciatore azero, di ruolo centrocampista.

## Biografia
L'ultimo ha giocato come centrocampista per l'Azerbaigian Premier League club Gabala. Nel 2006 è stato eletto calciatore azerbaigiano dell'anno. Sultanov ha fatto 16 apparizioni per la squadra nazionale di calcio dell'Azerbaigian.

## Carriera

### Club
Ha sempre giocato nella massima serie del campionato azero con varie squadre, tranne la stagione 2003-2004 nella seconda serie iraniana col Mashin Sazi Tabriz.

### Nazionale
Debutta nel 1998 con la Nazionale azera.